# Pardinilla
Pardinilla (en aragonais : Pardiniella) est un village espagnol de la province de Huesca, situé à environ 3 kilomètres au nord-ouest de la ville de Sabiñánigo, à 842 mètres d'altitude. L'endroit est habité au moins depuis le Haut Moyen Âge et comptait six feux au XVe siècle. Au milieu du XIXe siècle, il comptait 99 habitants. Pardinilla distingue par son église des XVIe et XVIIe à nef double, rare dans les villages de la région.